# دیگو آنیدو
دیگو آنیدو (اسپانیایی: Diego Anido‎؛ زادهٔ ۸ مهٔ ۱۹۷۶) نمایشنامه‌نویس و بازیگر اهل اسپانیا است.
از فیلم‌هایی که وی در آن‌ها نقش داشته است، می‌توان به جانوران و مأمور مخفی اشاره نمود.